# Osmia purpurata
Osmia purpurata is een vliesvleugelig insect uit de familie Megachilidae. De wetenschappelijke naam van de soort is voor het eerst geldig gepubliceerd in 1899 door Ducke.